# 大牟田市立白銀中学校
大牟田市立白銀中学校（おおむたしりつ しらがねちゅうがっこう）は、福岡県大牟田市大字橘に開校の公立中学校。

## 概要
2019年11月に大牟田市が策定した「大牟田市立学校適正規模・適正配置計画 第2期実施計画」に基づき大牟田市立橘中学校、大牟田市立田隈中学校、大牟田市立甘木中学校を再編し、2025年度より新設された中学校である。
校区は橘中学校の全ての学区と大牟田市立銀水小学校区（田隈中校区の一部）、大牟田市立倉永小学校区（甘木中校区の一部）を合わせた校区となる。なお、倉永小学校区については2027年度より合流することになる。
校舎に関しては旧橘中校舎を使用予定であったが、入札不調により工事計画が見直され2025年度から2027年度までの2年間は田隈中校舎を使用することになっている。

## 沿革
- 2019年（令和元年）11月 - 「大牟田市立学校適正規模・適正配置計画 第2期実施計画」が策定される[1]。
- 2023年（令和5年）
  - 6月9日 - 学校再編協議会が発足[2]。
  - 12月 - 新校名を「白銀中学校」にすることを決定[4]。
- 2025年（令和7年）4月1日 - 開校[5]。

## 学校名の由来
新校名について学校再編協議会は、2024年2月に発行した「学校再編協議会だより第8号」の中で次のように述べている。
また他にも青竜、花橘、大牟田北部、新橘なども上げられていたが2023年12月6日に行われた第7回学校再編協議会の中で投票により白銀中学校の名で大牟田市教育委員会へ答申することが決定し、12月25日の審議によって大牟田市議会へ議案を提出することが決定した。

## 交通アクセス
- 西鉄バス大牟田 - 三池上町バス停から徒歩3分（行き先番号：1・2番）
- 西鉄天神大牟田線 - 西鉄銀水駅から徒歩30分
- JR鹿児島本線 - 銀水駅から徒歩30分